# Wolfenstein: The Old Blood
Wolfenstein: The Old Blood – przygodowa gra first-person shooter stworzona przez szwedzkie studio MachineGames, wydana przez Bethesda Softworks 5 maja 2015 roku na platformy Microsoft Windows, PlayStation 4 i Xbox One. Stanowi samodzielny dodatek do wydanego rok wcześniej Wolfenstein: The New Order, będąc jego prequelem. Fabuła osadzona jest w Bawarii w roku 1946, gdzie w zamku Wolfenstein weteran wojenny William „BJ” Blazkowicz stara się odnaleźć dokumenty zawierające informacje o położeniu nazistowskiego ośrodka.
Gra rozgrywana jest z perspektywy pierwszej osoby, a postać przemierza poziomy pieszo. Fabuła podzielona została na rozdziały, które wykonuje się kolejno po sobie, te z kolei podzielone zostały na dwie powiązane ze sobą kampanie. W grze dostępnych jest wiele rodzajów broni, z których większość można nosić w dwóch egzemplarzach, oraz system osłon.
Prace nad grą rozpoczęły się w 2014 roku, niedługo po premierze The New Order.

## Rozgrywka
Rozgrywka w The Old Blood nie różni się zasadniczo od tej z The New Order, powielając wszystkie znane z niej elementy. Nowością jest zdobywana na początku gry gazrurka, której używać można jako broni, do wspinania się po ścianach lub do niszczenia słabych konstrukcji. Dostępne są również nowe rodzaje broni, w tym m.in. dwururka, oraz nowe rodzaje przeciwników – zombie. Udostępniono również nowe możliwości interakcji z otoczeniem, pozwalające np. dezaktywować i zabić superżołnierzy za pomocą gazrurki, zamiast angażować się z nimi w bezpośrednie starcie.

## Fabuła
Fabuła podzielona jest na dwie powiązane ze sobą historie, obie rozgrywające się na dwadzieścia lat przed wydarzeniami z The New Order. W pierwszej, Rudi Jäger i legowisko wilków, Blazkowicz dostaje się do zamku Wolfenstein, żeby ukraść dokumenty pozwalające odkryć położenie kompleksu badawczego generała Wilhelma „Trupiej Główki” Strassego. W drugiej, Mroczne tajemnice Helgi von Schabbs, podróżuje do pobliskiego miasteczka Wulfburg, gdzie spotyka nazistowskiego archeologa, który odkrywa artefakty grożące uwolnieniem „mrocznych starożytnych mocy”.

## Produkcja
Gra została ujawniona przez Bethesdę Softworks 4 marca 2015 roku za sprawą oficjalnego zwiastuna. Fragmenty rozgrywki zaprezentowano na odbywających się w dniach 6-7 marca 2015 targach PAX East. Mimo pierwotnych zapowiedzi, że gra dostępna będzie wyłącznie w dystrybucji cyfrowej, w późniejszym czasie zapowiedziano, że w Europie, Australii i Nowej Zelandii udostępniona zostanie również w sprzedaży detalicznej.
Deweloperzy początkowo planowali stworzyć serię pojedynczych dodatków do pobrania, ostatecznie decydując się na stworzenie samodzielnego dodatku. W momencie podjęcia tej decyzji w produkcji znajdowały się już dwa DLC, które zdecydowano się połączyć w jedną grę. W trakcie procesu twórczego niektórzy członkowie zespołu deweloperskiego eksperymentowali, tworząc grafiki koncepcyjne stylistyką zbliżone do plakatów filmowych z lat 60., wskutek czego zdecydowano się na stworzenie gry „w klimacie filmu klasy B”, chociaż inspiracje czerpano również z takich filmów jak Parszywa dwunastka czy Tylko dla orłów. Twórcy zdecydowali się na stworzenie prequela, żeby w The Old Blood zagrać mogły również osoby, które nie miały wcześniej styczności z poprzednimi grami z serii, pozwoliło to również przedstawić bliżej koncepty wspomniane w The New Order. Tworząc grę deweloperzy skoncentrowali się przede wszystkim na rozgrywce. „To coś, w co możesz zagrać i natychmiast czerpać z tego radochę” – powiedział projektant Jerk Gustafsson. Zespół starał się również umożliwić graczom przejście jak największych partii gry na dwa sposoby, balansując pomiędzy skradaniem się a otwartą wymianą ognia.
W pewnym momencie Blazkowicz spotyka w tawernie śpiewających pijanych nazistów. Chociaż scena zrealizowana została z aktorami przy użyciu technologii motion capture, reżyser dźwięku nalegał, żeby głosy pod śpiewających zostały podłożone przez deweloperów. Żeby występ brzmiał bardziej realistycznie, podszkolili się oni z niemieckiego, a przed nagraniem upili się.
Pierwotnie zespół planował wykorzystać materiały stworzone na potrzebny The New Order, ostatecznie jednak większość z nich została zmieniona. Ponieważ skoncentrowano się na komputerach osobistych i konsolach ósmej generacji, możliwe było stworzenie lepszych renderingów, jak również większego i bardziej szczegółowego otoczenia.
Na potrzeby gry stworzona została ścieżka dźwiękowa, skomponowana przez Micka Gordona, mającego na koncie również muzykę do The New Order. W celu stworzenia muzyki oddającej klimat gry, Gordon współpracował z kwartetem smyczkowym, wiele czasu poświęcając mandolinie i wiolonczeli. W celu uzyskania niepowtarzalnego dźwięku skorzystał również z fortepianu preparowanego.

## Odbiór
Gra spotkała się z pozytywnym przyjęciem krytyków. Średnia ocen w serwisie Metacritic wynosi 77/100 na wszystkich platformach, z kolei w GameRankings waha się 76 do 82%, w zależności od platformy.
W recenzji serwisu Destructoid gra otrzymała 8/10. Recenzent chwalił The Old Blood za zwięzłość, stwierdzając, że żaden z dwóch epizodów „nie marnuje czasu tak jak niektóre misje w oryginale. Zarówno zamek Wolfenstein, jak i Wulfburg są na tyle rozległe, żeby uzasadnić długość gry, a zespół deweloperski wykonał dobrą pracę dając możliwość balansowania pomiędzy skradaniem się a akcją”. Polygon wystawił grze ocenę 7/10, w recenzji stwierdzono, że „The Old Blood sugeruje kampowość filmów klasy B”, wśród wad wymienił jednak to, że „nie ma w niej momentów, kiedy akcja zwalnia na tyle, żeby rozwinąć postaci i ich motywacje, które napędzały wielkie walki w The New Order”. Chris Thursten z PC Gamer ocenił grę na 70% stwierdzając, że to „co było świeże rok temu, niekoniecznie jest świeże dzisiaj. Nic w The Old Blood nie wykracza ponad to, co zaprezentowano w The New Order, a w pewnych momentach obie gry są zadziwiająco podobne”. Łukasz Gołąbiowski z Gier-Online ocenił grę na 8.51/10, stwierdzając, że „oferuje zaskakująco dużo zabawy, przewyższając wręcz zawartością niejedną pełnoprawną produkcję”, krytykując jednak postaci i oprawę graficzną.